# Ludovic de Colleville
Pour les articles homonymes, voir Colleville.
Ludovic Estienne, vicomte de Colleville[réf. nécessaire], né à Vigeois le 13 août 1855 et mort à Paris 12e le 24 octobre 1918, est un administrateur, essayiste et haut fonctionnaire du Vatican.

## Biographie
Dans ses essais, il s'est surtout intéressé aux questions politiques et d'histoire religieuse. Il a également écrit de la poésie lyrique. Il est connu pour ses traductions de Henrik Ibsen en français. Ses travaux sur Ibsen (Le Maître du drame moderne : Ibsen ; L’Homme et l’œuvre) et Johann von Kalb (1885) ont été republiés en 2010.
Il est le dernier directeur de La Revue indépendante (1895).
Au Vatican, après avoir exercé longtemps comme sous-préfet, il est nommé camérier secret en 1903 sous le pape Pie X. À cette fonction, il s'occupait de la gestion de la finance vaticane.
Il a pour épouse Caroline Le Bœuf d’Osmoy.
Il reçoit un titre de noblesse de la part de Saint Pie X et intègre donc la noblesse pontificale.[réf. nécessaire]

## Publications
- Avec Fritz de Zepelin : Les missions secrètes du général-major baron de Kalb. Et son rôle dans la guerre de l’indépendance américaine. 1885; Neuauflage 2010
- Proverbes danois. 1892
- Proverbes niçois. In: La Tradition. Band 4, 1894
- Avec Fritz de Zepelin: L’Empereur de Russie et la cour de Danemark. 1894
- Avec Fritz de Zepelin: Le Maître du drame moderne. Ibsen; L’Homme et l’œuvre. Neuauflage 2010
- La Question monétaire et la frappe libre de l’argent. 1896
- L’antisémitisme et les droits de l’Homme. In: L’Humanité nouvelle. 2e année, t. 2, vol. 3, 1898
- Le Duc d’Orléans intime. 1905 (bezogen auf Louis Philippe Robert d’Orléans, duc d’Orléans)
- Le Cardinal Lavigerie. 1905
- Carlos Ier intime. Ouvrage illustré de planches hors texte. 1906
- Pie X intime. Le prêtre. L’évêque. Le patriarche. Les dessous du Conclave. 1906
- Avec François Coppée: Figures de femmes. Eugénie de Guérin intime. 1907
- Albert de Monaco intime. Ouvrage illustrée de planches hors texte. 1908
- Un crime du Second Empire. Le guet-apens de Castelfidardo. 1910
- Les Dessous de la séparation. Neuauflage 2010
- Avec François de Saint-Christo: Les ordres du roi. Répertoire général contenant les noms et qualités de tous les chevaliers des Ordres royaux, militaires et chevaleresques ayant existé en France de 1099 à 1830. Avec une histoire des Ordres du Saint-Esprit, de Saint-Michel, de Saint Louis., éd. Jouve, 1924

## Pour approfondir